# Sonia Sjöbeck
Sonia Sjöbeck, född 10 mars 1921 i Helsingborg, död 24 februari 2006 i Tullinge, var en svensk sångare och vokalist.
Hon debuterade i Höganäs Folkets park som vokalist hos Cecils orkester och blev från 1940 ordinarie vokalist i Thore Ehrlings orkester där hon också slog igenom med En månskenspromenad  och sin version av den amerikanska Kern-Hammerstein klassikern All the things you are. Hon sjöng också med flera andra svenska storband under 1940-talet. Bland sina fans var hon känd, inte bara för sin vackra röst, utan även för sitt utseende. Hon var bland annat uttagen i tävlingen som Sveriges Lucia där hon kom på fjärde plats. Senare drabbades hon av en hudsjukdom, på grund av sminket, lämnade tillfälligt artistlivet och slutade som vokalist hos Thore Ehrling, där hon efterträddes av Britt-Inger Dreilick.
Sjöbeck gjorde dock snart comeback och på femtiotalet återkom hon, nu som soloartist, med flera stora hits. Hon lanserade Utan dig, en svensk schlager av Gunnar Hoffsten som även blev stor i USA under titeln I confess, insjungen av Perry Como. Sjöbeck blev något av frontartist för skivbolaget Polydor under det tidiga femtiotalet. Under 1955 inbjöds hon till och turnerade i Sovjetunionen.
Sammanlagt har Sonia Sjöbeck spelat in över 130 skivsidor. Hon använde vid något tillfälle pseudonymen Chris Sanders. År 1992 gjorde hon tillfälligt comeback och gjorde en nyinsjungning av sitt stora slagnummer En månskenspromenad.
Hennes son Magnus (Sjöbeck) sjöng in Pappas lilla hemlighet, tillsammans med Charlie Norman 1954.